# دائرة آنس فيوي
دائرة آنس فيوي هي إحدى الدوائر الثلاث في إدارة نيبيس في هايتي. يبغ عدد سكانها 153210، تتبعها خمسة بلديات ويبدأ رمزها البريدي بالرقم 75.